# 키라링☆레볼루션
《키라링☆레볼루션》(きらりん☆レボリューション 기라린 레보류숀[*])은 나카하라 안 원작의 인기 만화로, 일본 쇼가쿠칸의 만화 잡지인 《챠오》에서 2004년 3월호부터 연재되기 시작하여 14권으로 완결되었다. 챠오 2004년 12월호의 부록 CD에 드라마가 수록될 정도로 인기를 끌었으며, 2007년 1월에 제52회 쇼가쿠칸 만화상 아동부문을 수상한 바 있다.
대한민국에서는 2005년 12월 이후부터 대원씨아이에서 같은 제목으로 한국어 번역판 만화책을 출간하였다. TV 애니메이션의 경우, 제작에 참여한 지앤지엔터테인먼트가 지적재산권을 확보해 KBS와 계약을 하고《라라의☆스타일기》라는 이름으로 한국어 더빙판을 방영되었다. 그러나 지앤지엔터테인먼트는 제작에 참여하지 않은 분량은 지적재산권을 확보하지 못하여 2기까지 방영 후 종영되었다.

## 개요
2005년에 애니메이션 제작이 결정되었고, 방영은 2006년 4월 7일부터 TV도쿄 계열 방송사에서 시작되었다. 당초 51화 완결로 1년간 방송하기로 기획되었으나 예상 밖의 인기에 고무된 제작사측이 2기를 추가 제작하여 2년간 방송하는 것으로 결정하였다. 1기는 Stage 1, 2기는 Stage 2로 분류되는데, 여기까지는 각본/연출 등의 내용적 측면을 일본의 쇼가쿠칸 프로덕션이, 원화/동화/배경/채색 등의 실제작 측면을 대한민국의 G&G 엔터테인먼트가 맡는 합작 형태로 제작되었고, 제작 방식은 2D 평면이었다. 그리고 2008년 4월 4일부터는 Stage 3가 방영되고 있는데, 여기서부터는 공동 제작이 아닌 일본측의 단독 제작으로 바뀌었다. G&G 엔터테인먼트는 더 이상 제작에 참여하지 않고 있다. 또한 3기부터는 제작 방식이 기존의 2D 평면영상에서 3D 입체영상으로 변경되었다.
한편으로는 애니메이션에서 주인공 '츠키시마 키라리' 역을 맡은 쿠스미 코하루(久住小春)가, '츠키시마 키라리 starring 쿠스미 코하루 (모닝구무스메。)'(月島きらり starring 久住小春 (モーニング娘。))라는 주제곡 CD를 발매하였고, 최근에는 큐트 소속의 아이돌 하기와라 마이가 애니메이션 오리지널 캐릭터인 '미츠키 히카루'역으로 출연하면서 쿠스미 코하루와 함께 주제곡을 부르는 등, 어린이 및 여자 초등학생들을 대상으로 한 미디어 믹스가 활발하게 이루어지고 있다. 그러나 이것이 원작의 내용을 지나치게 배제함으로 인해, 2006년 첫 방송 당시 4~5%를 기록했던 시청률이 2007년에는 1~2%대로 곤두박칠쳤다. 하지만 관련 상품의 매출에는 큰 변화가 없기 때문에 방송 기간이 또 다시 1년 연장되었다.
대한민국에서는 2005년 12월에 대원씨아이에서 《키라링☆레볼루션》이라는 제목으로 출간하기 시작하여 2007년 12월 현재 10권까지 출간되었으며, 애니메이션의 경우는 제작에 참여한 지앤지엔터테인먼트가 한국방송공사와 계약하여 2007년 2월 23일부터 KBS 1TV를 통해 《라라의☆스타일기》라는 제목으로 한국어 녹음판 방송이 개시되었다. 녹음 과정에서 일부 고유명사들이 한국식으로 번안되었다. 2008년 2월 28일까지 총 52화로 1기를 방영되었으며 이후 동년도 4월 2일부터 2009년 4월 8일까지 KBS 2TV를 통해 2기를 방영되었다. 그러나 ㈜지앤지엔터테인먼트가 제작에 참여하지 않은 분량은 지적재산권을 확보하지 못한데다 한국 만화영화의 의무 편성 규정 등의 요인이 겹치면서 방영되지 못 하였다.
2007년 12월 14일부터 2008년 2월 3일까지 '콘서트 뮤지컬 라라의 스타일기'가 서울특별시 구로구 신도림동 테크노마트 공연장에서 열린 바 있다.

## 방송정보
- 일본 : 2006년 4월 7일 ~ 2009년 3월 27일(매주 금요일 오후 6시 30분 TV도쿄)
- 대한민국

시즌 1(1~52화)
KBS 1TV / 2007년 2월 23일 ~ 2008년 2월 28일
투니버스 / 2007년 7월 30일부터 수시 편성
애니맥스 / 2007년 9월 14일부터 수시 편성
시즌 2(53~102화)
KBS 2TV / 2008년 4월 2일 ~ 2009년 4월 8일
카툰네트워크 / 2008년 9월 1일부터 수시 편성
투니버스 / 2008년 수시 편성
애니맥스 / 2008년 12월 11일부터 수시 편성

- 일본 153화(TV도쿄 기준), 대한민국 102화(KBS 기준) 방영

## 줄거리
평범하게 지내던 여중생 키라리(라라)가 우연히 만나게 된 세이지(가람이)라는 소년에게 한눈에 반하게 되고, 그가 최고 인기를 누리고 있는 2인조 가수 그룹 SHIPS(MAX)의 멤버라는 것을 알게 된다. 이에 키라리는 세이지의 곁에 있고 싶어 연예계에 뛰어들게 되고, 이후 펼쳐지는 연예인 생활을 다루고 있다. 연예인 생활을 하던도중 많은 어려움을 이겨내고 연예인을 계속하게 되고, 점점 SHIPS(MAX)와 여러사람들의 도움을 받게된다.
처음에는 히로토(신성)이 심술맞게 굴었지만 점점 마음을 열고 잘 해주게되는데... 이계기로 점점 키라리(라라)의 마음이 세이지(가람이)에서 히로토(신성)으로 마음이 바뀌는도중에 히로토(신성)는 이런 마음도 모르고 계속 키라리(라라)가 세이지(가람이)를 좋아하는줄알고 둘을 이어주려고하는데, 그때문인지 점점 키라리(라라)는 마음이 흔들리고 있게 되는데....

## 등장인물
- 등장인물의 이름 및 성우는 일본 방영판 / 대한민국 방영판순으로 기술함.
- 등장인물 소개 내용 중 괄호는 대한민국 방영판임.

츠키시마키라리(月島きらり 쓰키시마기라리[*]) /  홍라라
- 동료:SHIPS
- 좋아하는사람: 히와타리세이지, 카자마히로토.
- 코드가잘맞은사람: 히와타리 세이지.
- 직업:솔로가수
- 소속그룹:키라☆피카&MilkyWay
- 7월 7일생, O형. 츠키시마 집안의 소녀로 압도적인 식사량을 자랑하는 씩씩하고 활발한 14세(15살) 여중생. 인기 그룹 SHIPS(MAX)의 세이지(가람)에게 한눈에 반하게 되고, 결국 세이지의 곁에 있기 위해 연예계에 데뷔하여 우여곡절을 겪게 된다. 현재는 특유의 끈기와 열정으로 CF모델, 가수, 배우로 활약하고 있다. 노래선생들이 감독을 거부할 만큼 지독한 음치였으나 아이돌 지옥훈련 같은 천신만고를 거쳐 가수가 되었다. 본래 세이지(가람)를 좋아했지만 회를 거듭할수록 히로토(신성)에게 마음이 기울어져 가고 있다. 옷을 세련되게 입는 멋쟁이여서, 패션잡지에서 라라를 모델로 한 특집을 기획한 적도 있다.

성우 - 쿠스미 코하루 / 배정미
색깔 -      파란색,      노란색,      분홍색
나-상 / 나봉
- 키라리의 애완동물로, 고양이지만 요리면 요리, 빨래면 빨래, 별의별 일을 다 할 줄 아는 만능 고양이. 항상 키라리를 올바르게 이끌어주는(?) 역할을 하지만, 붕어빵이라면 사족을 못 쓴다는 점에서 키라리와 죽이 잘 맞는 상황도 있다. 형제로는 나야(다봉), 먀(봉봉) 등이 있으며 쿠스미 코하루의 뮤직비디오에서도 잠깐 나온다.

성우 - 이케다 치구사 / 이현주
히와타리 세이지(日渡星司) / 가람
- 동료: 츠키시마키라리.
- 좋아하는사람: 츠키시마키라리.
- 코드가잘맞은사람: 츠키시마키라리.
- 소속그룹: SHIPS
- 인기그룹 SHIPS(MAX)의 멤버로 상냥하고 포근한 인상을 가지고 있다. 그러나 간혹 키라리만큼 엉뚱할 때가 있어 코믹한 면도 있다. 원작에서는 갈수록 '거북이 오타쿠'라는 말을 들을 정도로 카메상(꼬부)에게 집착하는 모습을 보이고 있다.

성우 - 호시 소이치로(1~102화) / 카나이 시코우(103화~153화) / 유동균
카메상 / 꼬부
- 세이지의 애완용 거북이.

카자마 히로토(風真宙人 가자마히로토[*]) / 강신성
- 동료: 츠카시마키라리.
- 좋아하는사람: 츠키시마키라리.
- 소속그룹: SHIPS
- 인기그룹 SHIPS의 멤버이다. 세이지와는 정반대의 성격으로, 굉장히 말투가 거칠고 짜증을 많이 낸다. 키라리를 구박하고 핀잔을 주면서도 어느새 키라리를 도와주고 있다. 알고 보면 굉장히 따뜻한 마음씨의 소유자. 5형제의 장남이기도 하다.

성우 - 스야마 아키오(1~102화) / 이데 타쿠야(103화~153화) / 박찬희
 오구라에리나 / 티나
- 키라리(라라), SHIPS(MAX)와 같은 기획사 소속인 아이돌. 매사에 키라리를 질투하고 방해를 하려 하지만 결국 뒤끝이 좋지 않다. 초반에는 키라리의 라이벌로서 가능성이 엿보였으나,회를 거듭할수록 그 비중이 줄어들고 있다.

성우 - 죠 마사코 / 소연
 무라니시사장 / 한상혁
- 30대의 젊은 나이에 키라리, SHIPS, 에리나가 속한 무라니시 사무소(한스기획)를 이끌고 있으며 SHIPS의 매니저를 겸하고 있다. 사장이라는 지위가 무색할 정도로 주책스런 면이 약간 있다.

성우 - 치바 스스무 / 홍승섭(평상시) / 윤동기(10년 전의 한상혁 - 38화)
 츠키시마타카시 月島天 쓰키시마다카시[*] / 홍진욱
- 키라리의 아버지로 과거에 아내가 집을 나간 이후로 혼자서 키라리(라라)를 돌봐왔다. 꽤 힘들 테지만 그럼에도 웃음을 잃지 않는 긍정적인 삶을 산다. 나-상(나봉)을 키우게 되면서 집안일의 부담이 꽤 줄어든 듯. 굉장히 자상하지만 때로는 엄한 아버지. 키라리가 연예계에 데뷔하는 것을 강하게 반대하지만 결국에는 승낙하게 된다.

성우 - 야마와키 쵸메노리 / 홍진욱
할머니키라리의 할머니로 히로토의 열렬한 팬. 덕분에 히로토(신성)에게 정체불명의 오한이 엄습한다. 할머니라는 것이 믿기지 않을 정도로 약간은 주책스러운 면을 보이기도 하지만 결정적인 순간에 키라리에게 뼈있는 충고를 던지기도 한다. 할머니가 히로토를 좋아하는 이유는 오래전에 사별한 키라리의 할아버지와 많이 닮았기 때문이라는데, 그것이 사실인지는 알 길이 없다. 키라리가 원래 음치였던 이유는 할머니를 닮은 것이라고 한다.
성우 - 노자와 마사코 / 송도영
- 이 인물은 애니메이션 오리지널 캐릭터로, 원작에는 등장하지 않는다.

 쿠모이카스미 雲井かすみ 구모이가스미[*] / 강지수
- 키라리의 매니저로, 매사에 키라리에게 면박을 주지만 실제로는 키라리의 활약을 위해 많은 노력을 하고 있다. 10년 전에 '호시노 카스미'(아이리스)라는 예명으로 아이돌 활동을 한 적이 있으나,오피스 히가시야마(이스턴 컴퍼니)의 당시 전무이사였던 히가시야마 카오루코(나혜리)의 계략으로 결국 아이돌 활동을 못하게 되어 꿈을 접게 되었다. 이후 매니저였던 무라니시와 함께 독립하여 무라니시와 함께 아이돌 발굴에 주력하고 있다. 평소에는 안경을 쓴 깐깐한 캐리어 우먼이지만, 안경을 벗으면 굉장히 눈부신 미모를 자랑한다. 최근에는 무라니시 사장을 놓고 히가시야마 사장과 삼각 관계를 형성하기도 한다. 라라가 슬럼프에 빠지자, 영업사원, 프로듀서들이 일하는 모습을 보여주면서 라라를 위해 열심히 일하는 사람들이 많으니 슬럼프에 빠지지 말라고 격려한다.

성우 - 네야 미치코 / 송도영
- 이 인물은 애니메이션 오리지널 캐릭터로, 원작에서는 9권부터 등장한다.

 히가시야마카오루코 東山薫子 히가시야마가오루코[*] / 나혜리
- 연예계 최대의 영향력을 가진 오피스 히가시야마(이스턴 컴퍼니)를 이끌고 있는 미모의 30대 여성. 무라니시 사장이 하는 일, 특히 인기세가 점점 높아지고 있는 키라리에 관련된 일을 철저하게 방해하고 있다. 사실 10년 전 오피스 히가시야마의 매니저였던 무라니시를 마음 속으로 좋아하고 있었지만, 그가 자신에게 눈길 한 번 주지 않은 채 신인 아이돌 호시노 카스미(아이리스)에게만 신경을 쓰고, 급기야 독립하여 자신의 곁을 떠나게 된 것에 앙심을 품은데서 기인한 것이다. 그래서 계속 무라니시 사장에게 냉랭한 눈빛을 보내고, 무라니시 사무소를 눈엣가시로 여겼지만, 최근에는 무라니시 사장을 두고 쿠모이 카스미와 미묘한 삼각 관계를 형성하기도 한다. 평소 키라리를 견제할때는 음흉한 표정을 짓지만,무라니시 사장을 생각할 때는 꽤나 순진한 표정이 된다.

성우 - 마츠이 나오코 / 이현주
- 이 인물은 애니메이션 오리지널 캐릭터로, 원작에서는 9권부터 등장한다.

 토도후부키 藤堂ふぶき 도도후부키[*] / 리나
- 오피스 히가시야마 소속의 아이돌. 원래 모델 출신이지만 갑작스럽게 가수로 데뷔하여 아이돌 활동을 하게 되었다. 굉장히 도도하고 콧대가 높아서 키라리를 대놓고 무시하지만, 키라리와의 대결에서 패배한 이후로는 약간 얌전해진 듯.(물론 키라리를 깔보는 특유의 웃음소리는 변하지 않았다.)

성우 - 시타야 노리코 / 전숙경
 아마미야아라시 / 마해일
- 국내 마술사 중에서는 최초로 세계 마술 대회에서 3연속 우승을 기록한 천재 마술사. 과거 키라리(라라)와 소꿉친구였다가 오사카(부산)으로 전학을 갔었다. 갑자기 나타나 키라리를 연예계에서 은퇴시키려다가, 키라리의 열정을 보고는 응원해준다. 하지만 키라리에 대한 사랑을 버리지 못해 가끔 키라리 앞에 나타나 대소동을 일으킨다. 간사이 사투리가 심한 편이나, KBS 방송분에서는 표준어만 구사한다.

성우 - 카와카미 다카후미 / 변현우
나야 / 다봉
- 아라시의 애완 고양이로, 마술사 조수 역할을 잘해내고 있다. 형제인 나-상의 포스에는 미치지 못하더라도 어느 정도는 슈퍼캣이라고 볼 만하다. 아라시의 말에 의하면, 나야는 동전을 위해서라면 신칸센(KTX)보다도 더 빠르게 움직인다고 한다.

성우 - 코우즈키 미와 / 전숙경
 츠키시마스바루 月島すばる 쓰키시마스바루[*] / 홍주노
- 12월 25일생, O형. 키라리의 친오빠로 미국에서 연기 수업 중이다. 잘난 척이 너무 심해 매번 오디션에서 탈락하지만 나름대로 끈기를 갖고 계속 도전하고 있다. 키라리와 너무나 닮은 탓에 다른 이들이 헷갈려 하는 일도 있고, 오랜만에 도쿄(서울)에 왔을 때는 키라리로 변장하고 방송에 나가는 짓까지 했었다. 가끔 키라리보다 더 심한 일을 저지를 때도 있다.

성우 - 아사누마 신타로 / 변현우(20화) / 윤동기(31화 이후)
 Mr.냐오 / 미나
- 스바루(주노)가 뉴욕 5번가에서 주운 새끼 고양이로, 피자와 콜라를 너무나 좋아한다. 형제인 나-상이나 나야에 비해서는 그다지 눈에 띄지는 않지만 굉장히 귀엽다.

 아마카와이즈미 (연예계 활동시), 이즈미 효타로 / 핑키(연예계 활동시),우영)
- 56화에서 첫 등장한 수수께끼의 미소녀. 자신이 히로토의 애인이라고 주장하고, 히로토와 친한 키라리에게 온갖 해코지를 한다. 그러나 이즈미의 정체는 사실 남자였던 것이다.

성우 - 유즈키 료카 / 소연
 미즈키히카루 / 오은찬
- 소속그룹:키라☆피카
- 62화에서 첫 등장. 상당한 실력을 가지고 있지만 대중 기피증(대중 공포증)이 있어 무대에 서는 데 큰 어려움을 겪었다. 그러나 이것을 극복해내기 위해 키라리(라라)와 '키라☆피카(캣츠☆아이)'를 결성하여 활동하였고, 많은 발전을 거듭하여 현재는 독립 활동하고 있다. 73화(77화)를 끝으로 키라☆피카가 해산, 독립 활동에 따라 현재는 키라피카 활동 때보다 비중이 많이 준 상태이다.라라의 스타일기 2기 16화(68화) 끝부분에 '고은찬'이라 표기되어 있다.

성우 - 하기와라 마이 / 박지윤
- 이 인물은 애니메이션 오리지널 캐릭터로, 원작에는 등장하지 않는다.

 키리사와아오이 霧沢あおい 기리사와아오이[*] / 송채린
- 큰 인기를 얻고 있는 아이돌 가수로, 매사에 예의바르고 겸손한 자세다. 키라리가 많이 존경하는 대상이기도 하다. 89화(93화)에서 연예계 은퇴를 선언하고 현재는 노래에만 전념하고 있다.

성우 - 사이토 치와 / 전숙경
- 이 인물은 애니메이션 오리지널 캐릭터로, 원작에는 등장하지 않는다.

 티나거랜드 / 캐리갈랜드
- 미국에서 큰 인기를 얻고있는 아이돌, 일본에도 그녀를 알고있는 사람이 있을정도이며 노래와 춤에 능하고 일본어 역시 능숙하게 구사한다. 키라리(라라)와는 약간의 트러블이 있었지만 오해가 풀린 이후엔 친한 친구가 되었다.

성우 - 츠네마츠 아유미 / 이현주
- 이 인물은 애니메이션 오리지널 캐릭터로, 원작에는 등장하지 않는다.

 쿠로키 아키라 黒木旭 구로키아키라[*] / 아라곤카이(혹은 아르곤 카이)
- 패션계에 정상에 서있는 디자이너. 슈퍼 노바(퀸 디바)를 앞세워서 연예계를 노리기 시작했으며 블랙우드라는 기업을 창설, 본격적으로 연예계에 혁명을 만들기 위해 행동한다. 그러나 그의 방식에는 여러가지의 문제점이 잠재되어있는데….

성우 - 키리이 다이스케 / 사성웅
- 이 인물은 애니메이션 오리지널 캐릭터로, 원작에는 등장하지 않는다.

  루나
- 할리우드에서 돌연 톱스타로 떠오른 정체불명의 여배우. 확실한건 그녀가 일본인(한국인)이라는 점과 아이돌스타(신인스타) 키라리(라라)의 친엄마라는 사실이다. 새로운 영화를 찍기위해 일본(한국)으로 오게되고, 키라리(라라)가 그영화의 오디션에 합격하면서 둘이서 즐거운 시간을 보내게 된다.

성우 - 시마모토 스미 / 이선
- 이 인물은 애니메이션 오리지널 캐릭터로, 원작에는 등장하지 않는다.

 유키노노에루 (雪野のえる)
- 소속그룹:MilkyWay
- 103화에서 첫 등장. 키라리와의 축구 경기를 통해 아이돌로 데뷔하게 된다.

성우 - 키타하라 사야카
색깔 -      파란색
- 이 인물은 애니메이션 오리지널 캐릭터로, 원작에는 등장하지 않는다.

하나사키코베니(花咲こべに 하나사키고베니[*])
- 소속그룹:MilkyWay
- 103화에서 첫 등장. 엑스트라로 나갔다가 데뷔. 점 치는 것이 특기이다.

성우 - 킷카와 유우
색깔 -      노란색
- 이 인물은 애니메이션 오리지널 캐릭터로, 원작에는 등장하지 않는다.

## 에피소드 (대한민국 KBS 기준)
| 시즌 1(1TV) : 제1화 ~ 제52화 | 시즌 1(1TV) : 제1화 ~ 제52화 | 시즌 1(1TV) : 제1화 ~ 제52화   | 시즌 1(1TV) : 제1화 ~ 제52화                                                                           | 시즌 1(1TV) : 제1화 ~ 제52화 |
| 방영일                       | 회차                         | 부제                           | 비고                                                                                                   |                              |
| ---------------------------- | ---------------------------- | ------------------------------ | --- | ---------------------------- |
| 2007년 2월 23일              | 제1화                        | 나도 스타가 될거야!            | |                              |
| 3월 2일                      | 제2화                        | 두근두근 오디션                | |                              |
| 3월 9일                      | 제3화                        | 드디어 광고 데뷔!              | |                              |
| 3월 16일                     | 제4화                        | 충격! 아빠의 반대              | |                              |
| 3월 23일                     | 제5화                        | 라라와 함께 웃어요!            | |                              |
| 3월 30일                     | 제6화                        | 1일 연예인 수업                | |                              |
| 4월 6일                      | 제7화                        | 가수는 어려워                  | |                              |
| 4월 13일                     | 제8화                        | 사라진 나봉이                  | |                              |
| 4월 21일                     | 제9화                        | 라라, 넌 내꺼야!               | |                              |
| 4월 28일                     | 제10화                       | 전학, 새로운 만남!             | |                              |
| 5월 5일                      | 제11화                       | 내가 드라마 주인공             | |                              |
| 5월 12일                     | 제12화                       | 데이트 연습                    | |                              |
| 5월 19일                     | 제13화                       | 이건 연기일 뿐이야             | |                              |
| 5월 26일                     | 제14화                       | 맥스 (대) 라라 세기의 대결!    | |                              |
| 6월 2일                      | 제15화                       | 난 혼자가 아냐!                | |                              |
| 6월 9일                      | 제16화                       | 라라가 오디션을?               | |                              |
| 6월 16일                     | 제17화                       | 연예인 수영대회                | |                              |
| 6월 23일                     | 제18화                       | 스타는 외로워                  | |                              |
| 6월 30일                     | 제19화                       | 특종여행! 귀신을 찾아라        | |                              |
| 7월 7알                      | 제20화                       | 오빠는 나의 왕자님             | |                              |
| 7월 14일                     | 제21화                       | 스타배틀! 라이벌의 등장        | |                              |
| 7월 21일                     | 제22화                       | 웨딩모델 대결                  | |                              |
| 7월 28일                     | 제23화                       | 신성이의 바느질 특강           | |                              |
| 8월 4일                      | 제24화                       | 두근두근! 내 사랑은 누구?      | |                              |
| 8월 11일                     | 제25화                       | 사랑의 불꽃놀이                | |                              |
| 8월 18일                     | 제26화                       | 결정! 신인 스타상              | [결정! 최고의 신인 스타] 제목 오타                                                                     |                              |
| 9월 1일                      | 제27화                       | 웃음 폭탄! 누가누가 웃기나     | |                              |
| 9월 8일                      | 제28화                       | 냐냐냐~ 나봉이의 스타일기      | |                              |
| 9월 15일                     | 제29화                       | 스타의 시험 대작전             | |                              |
| 9월 22일                     | 제30화                       | 찰칵! 파파라치를 쫓아라        | |                              |
| 9월 29일                     | 제31화                       | 사랑의 미로 뉴욕               | |                              |
| 10월 6일                     | 제32화                       | 우정이 꽃피는 뉴욕             | |                              |
| 10월 13일                    | 제33화                       | 작살 눈빛! 여배우의 눈물       | |                              |
| 10월 20일                    | 제34화                       | 내 사랑 신성 씨!               | |                              |
| 10월 27일                    | 제35화                       | 대결! 라라 서장 대 괴도 X      | |                              |
| 11월 3일                     | 제36화                       | 플레이볼! 공을 던져라          | 제36화부터 제52화까지는 일본판과 횟수 차이가 있다. 자세한 것은 아래 [대한민국판 뒷이야기] 부분을 참고. |                              |
| 11월 8일                     | 제37화                       | 챔피언은 누구?                 | 제36화부터 제52화까지는 일본판과 횟수 차이가 있다. 자세한 것은 아래 [대한민국판 뒷이야기] 부분을 참고. |                              |
| 11월 15일                    | 제38화                       | 비운의 신데렐라                | 제36화부터 제52화까지는 일본판과 횟수 차이가 있다. 자세한 것은 아래 [대한민국판 뒷이야기] 부분을 참고. |                              |
| 11월 22일                    | 제39화                       | 내 마음의 선물                 | 제36화부터 제52화까지는 일본판과 횟수 차이가 있다. 자세한 것은 아래 [대한민국판 뒷이야기] 부분을 참고. |                              |
| 11월 29일                    | 제40화                       | 슈퍼스타 페스티벌              | 제36화부터 제52화까지는 일본판과 횟수 차이가 있다. 자세한 것은 아래 [대한민국판 뒷이야기] 부분을 참고. |                              |
| 12월 6일                     | 제41화                       | 나봉이는 내 꺼야!              | 제36화부터 제52화까지는 일본판과 횟수 차이가 있다. 자세한 것은 아래 [대한민국판 뒷이야기] 부분을 참고. |                              |
| 12월 13일                    | 제42화                       | 채린 선배와 함께 춤을!         | 제36화부터 제52화까지는 일본판과 횟수 차이가 있다. 자세한 것은 아래 [대한민국판 뒷이야기] 부분을 참고. |                              |
| 12월 20일                    | 제43화                       | 변신! 먹자레인저 핑크          | 제36화부터 제52화까지는 일본판과 횟수 차이가 있다. 자세한 것은 아래 [대한민국판 뒷이야기] 부분을 참고. |                              |
| 12월 27일                    | 제44화                       | 해일이의 마술 대결             | 제36화부터 제52화까지는 일본판과 횟수 차이가 있다. 자세한 것은 아래 [대한민국판 뒷이야기] 부분을 참고. |                              |
| 2008년 1월 3일               | 제45화                       | 퀴즈 배틀! 라라 (대) 천재 소녀 | 제36화부터 제52화까지는 일본판과 횟수 차이가 있다. 자세한 것은 아래 [대한민국판 뒷이야기] 부분을 참고. |                              |
| 1월 10일                     | 제46화                       | 도전! 서커스 나봉이            | 제36화부터 제52화까지는 일본판과 횟수 차이가 있다. 자세한 것은 아래 [대한민국판 뒷이야기] 부분을 참고. |                              |
| 1월 17일                     | 제47화                       | 맥스의 해체 위기               | 제36화부터 제52화까지는 일본판과 횟수 차이가 있다. 자세한 것은 아래 [대한민국판 뒷이야기] 부분을 참고. |                              |
| 1월 24일                     | 제48화                       | 변신! 불량소녀 티나            | 제36화부터 제52화까지는 일본판과 횟수 차이가 있다. 자세한 것은 아래 [대한민국판 뒷이야기] 부분을 참고. |                              |
| 1월 31일                     | 제49화                       | 화려한 대결! 라라 (대) 미래    | 제36화부터 제52화까지는 일본판과 횟수 차이가 있다. 자세한 것은 아래 [대한민국판 뒷이야기] 부분을 참고. |                              |
| 2월 14일                     | 제50화                       | 빙글빙글~ 갤럭시 댄스          | 제36화부터 제52화까지는 일본판과 횟수 차이가 있다. 자세한 것은 아래 [대한민국판 뒷이야기] 부분을 참고. |                              |
| 2월 21일                     | 제51화                       | 팡팡~ 설국의 콘서트            | 제36화부터 제52화까지는 일본판과 횟수 차이가 있다. 자세한 것은 아래 [대한민국판 뒷이야기] 부분을 참고. |                              |
| 2월 28일                     | 제52화                       | 다이아몬드 여왕은 누구?        | 제36화부터 제52화까지는 일본판과 횟수 차이가 있다. 자세한 것은 아래 [대한민국판 뒷이야기] 부분을 참고. |                              |

| 4월 2일        | 제53화(1화)   | 아빠의 도전                     |
| 4월 9일        | 제54화(2화)   | 사랑의 결투                     |
| 4월 16일       | 제55화(3화)   | 못 말리는 문하생                |
| 4월 23일       | 제56화(4화)   | 거짓말쟁이 스타                 |
| 4월 30일       | 제57화(5화)   | 신성이의 거짓말                 |
| 5월 7일        | 제58화(6화)   | 신성이를 지켜라                 |
| 5월 14일       | 제59화(7화)   | 온천 아가씨의 기적              |
| 5월 21일       | 제60화(8화)   | 희망의 별! 라라                 |
| 5월 28일       | 제61화(9화)   | 소녀와 꽃시계                   |
| 6월 4일        | 제62화(10화)  | 건방진 연습생                   |
| 6월 11일       | 제63화(11화)  | 은찬이의 첫 무대                |
| 6월 18일       | 제64화(12화)  | 환상의 짝꿍                     |
| 6월 25일       | 제65화(13화)  | 캣츠아이의 위기                 |
| 7월 2일        | 제66화(14화)  | 우정의 팬레터                   |
| 7월 9일        | 제67화(15화)  | 오디션! 라이벌은 퀸 디바        |
| 7월 16일       | 제68화(16화)  | 출동! 유령을 잡아라             |
| 7월 23일       | 제69화(17화)  | 스타들의 개그 올림픽            |
| 7월 30일       | 제70화(18화)  | 행운은 향기를 타고              |
| 8월 6일        | 제71화(19화)  | 여름, 수영복, 그리고 올스타     |
| 8월 27일       | 제72화(20화)  | 패션! 캣츠 아이가 되고 싶어     |
| 9월 3일        | 제73화(21화)  | 함정! 더블 캣츠 아이의 위기     |
| 9월 10일       | 제74화(22화)  | 뮤지컬! 배고픈 오필리아         |
| 9월 17일       | 제75화(23화)  | 캣츠 아이는 공연 중             |
| 9월 24일       | 제76화(24화)  | 검은 함정                       |
| 10월 1일       | 제77화(25화)  | 마지막 콘서트                   |
| 10월 8일       | 제78화(26화)  | 댄스 대결! 맥스 대 캡스         |
| 10월 15일      | 제79화(27화)  | 꿈을 찾아서! 안녕 신성아        |
| 10월 22일      | 제80화(28화)  | 라라가 버섯홍보대사?            |
| 10월 29일      | 제81화(29화)  | SOS! 최강로봇 나봉이            |
| 11월 5일       | 제82화(30화)  | 가람이 날아오르다               |
| 11월 12일      | 제83화(31화)  | 부활을 위한 도전                |
| 11월 19일      | 제84화(32화)  | 무한고백! 사랑은 날개를 달고    |
| 11월 26일      | 제85화(33화)  | 특명! 가람이의 결혼을 막아라    |
| 12월 10일      | 제86화(34화)  | 블랙우드! 위험한 탄생           |
| 12월 17일      | 제87화(35화)  | 한스기획의 위기                 |
| 12월 24일      | 제88화(36화)  | 수수께끼 스타, 블루 문은 누구?  |
| 2009년 1월 7일 | 제89화(37화)  | 비서가 된 라라                  |
| 1월 14일       | 제90화(38화)  | 검은 야망의 끝                  |
| 1월 21일       | 제91화(39화)  | 첫 데이트                       |
| 1월 28일       | 제92화(40화)  | 대결! 라라 vs 카리스마 미용사   |
| 2월 4일        | 제93화(41화)  | 스타의 졸업식                   |
| 2월 11일       | 제94화(42화)  | 빙글빙글! 얼음 위의 축제        |
| 2월 18일       | 제95화(43화)  | 밀착 24시! 스타의 비밀을 밝혀라 |
| 2월 25일       | 제96화(44화)  | 출동! 게임 원정대               |
| 3월 4일        | 제97화(45화)  | 할리우드 여배우, 루나           |
| 3월 11일       | 제98화(46화)  | 별난 오디션! 날 미워해 주세요?  |
| 3월 18일       | 제99화(47화)  | 라라와 루나, 달콤한 데이트      |
| 3월 25일       | 제100화(48화) | 전설! 천년 나무의 기적          |
| 4월 1일        | 제101화(49화) | 엄마! 보고 싶은 엄마            |
| 4월 8일        | 제102화(50화) | 라라의 선택! 마지막 콘서트?     |

## 애니메이션 뒷이야기

### 일본
- 2006년 7월 21일 방송된 제16화에서는 쿠스미 코하루가 소속된 모닝구무스메의 당시 리더인 요시자와 히토미가 본인 역으로 등장하였으며, 모닝구무스메 역시 실명으로 언급되었다.
- 츠키시마 키라리 역에 쿠스미 코하루를 성우로 기용한 것 외에도, ℃-ute 소속의 하기와라 마이를 투영한 미츠키 히카루라는 오리지널 캐릭터가 한동안 등장했었다. 또한 103화 이후로는 킷카와 유우를 투영한 하나사키 코베니, 그리고 키타하라 사야카를 투영한 유키노 노에루, 여기에 쿠스미 코하루의 츠키시마 키라리가 MilkyWay라는 그룹을 결성하게 되는데, 오프라인에서도 음반 활동을 하고 있는 등, 현재는 원작의 내용을 완전히 배제한채 아이돌과의 유기적인 미디어믹스에 치중하고 있다.
- 키라링☆레볼루션 Stage3로 바뀌면서 Ships의 성우들도 하로프로젝트가 소속된 업프런트 에이전시 (현 업프런트 프로모션) 소속의 성우로 바뀌었고 실제로 SHIPS란 그룹으로 활동 중이다.

### 대한민국
- 대한민국판의 OP 및 ED 노래는 일본판을 개사하지 않고 독자 제작하였다. 그러나 극중에 나오는 노래는 전부 일본판을 그대로 개사하였으며 해당 인물의 성우가 불렀다.
  - 시즌 1의 OP/ED 노래는 베이비복스 리브의 황연경이 불렀다. 시즌 2에서도 9회(61화) 더 쓰였다.
  - 시즌 2의 OP/ED 노래는 미셸 퍼플이 불렀다. 시즌 2 제10화(제62화)부터 방송되었다.
- 제16화에서 언급된 모닝구 무스메와 요시자와 히토미의 경우, '모모걸스'와 '윤혜미'라는 가상의 명칭으로 처리되었다.
- 제20화에서 언급되었던 ℃-ute의 경우, 큐티라는 가상의 명칭으로 처리되었다.
- 기획 방송사 및 우리말 제작사가 표기되지 않다가, 제40화부터는 [우리말 제작 - KBS 미디어]와 [기획 - KBS]가 추가되어 방영되었다.
- 관련 홈페이지가 방송에서 표기되지 않다가, 제41화부터는 본편 마지막에 KBS 홈페이지와 공식 홈페이지가 나란히 기재되고 있다.
- 무라니시 사장의 이름의 경우, 시즌 1 방영 초기에는 그 역할의 성우와 같은 이름인 '홍승섭'이었으나, 홈페이지에 개재되어 있을 뿐 실제로 불린 적은 없다. 현재의 이름인 '한상혁'은 시즌 1 중반경부터 불리게 된다.
- 아오이의 이름의 경우, 시즌 1 1화에서 '박영미'라는 이름이다가, 7화 이후부터는 현재의 이름인 '송채린'으로 불리게 된다. 그 이유는 한국내 방송 전에 '박영미'라는 이름으로 내정되었다가 이후에 이름을 바꿨기 때문이다.[1]
- 대한민국에서는 2007년 2월 23일 첫 방송 이후 4월 13일까지는 매주 금요일 오후 4시 30분에 방영되었으나, 학원 등으로 인해 시청이 어렵다는 시청자들의 민원으로 인해 4월 21일부터는 매주 토요일 오전 7시 40분으로 조정되었다. 그러나 이번에는 시간이 너무 이르다는 불만이 제기되었고, 이에 5월 5일부터 8시로 조정하였지만 이것에 대해서는 등교시간과 겹친다는 불만이 많았다. 한동안 이 시간이 유지되어 오다가 11월 8일부터는 매주 목요일 오후 4시 30분으로 변경, 사실상 처음 방송 때의 시간으로 환원되어 2008년 2월 28일까지 유지되었다. 시즌 2는 매주 목요일 오후 5시 30분으로 기존과 거의 동일한 시간대였다. 하지만 제 84화가 방영된 2008년 11월 19일부터는 수요일 오후 4시 30분으로 변경,사실상 시즌1 처음/마지막 방송시간과 비슷해졌다.
- KBS에서 1차로 방영한 1~52화 중에서 내용상 51화가 종영하기 적절한 관계로, 52화의 경우 KBS에서는 36화로 편성되어 방영되었다. 이것을 정리하면 다음과 같다.
  - 일본 : 1화, 2화, 3화, 4화, ....... , 35화, 36화, 37화, ...... , 51화, 52화 (총 52개)
  - 한국 : 1화, 2화, 3화, 4화, ....... , 35화, 52화, 36화, ...... , 50화, 51화 (총 52개)
- KBS 이외 방송사의 경우, 투니버스 / 애니맥스에서 시즌 1이 수시 편성되었고, 카툰네트워크에서 시즌 2가 수시 편성되었다.

## 원작과 애니메이션의 차이점
- 나-상, 나야, 먀 3형제의 출생과 관련된 배경이 다르다. 원작에서는 '키라리네 옆집에서 새끼고양이가 많이 태어나, 거기서 키라리(라라)가 나-상(나봉)과 나야(다봉)를 얻고, 나고야에 살고 있는 후부키는 아버지가 그집 사람과 친구 사이여서, 먀(봉봉)를 얻었다'는 내용이지만, 애니메이션에서는 외진 곳에 위치한 마담 네코히게 저택에서 나-상 3형제가 태어났고 후부키는 우연히 가게 되는 것으로 설정되었다.
- 키리사와 아오이(송채린), 할머니, 탄탄(뭉치,티나가 데리고 다니는 불독)등은 애니메이션에서만 출현하는 오리지널 캐릭터이며, 쿠모이 카스미(강지수[아이리스])와 히가시야마 카오루코(나혜리) 등은 애니메이션에서만 등장하다가 뒤늦게 원작에 등장하게 되었다.
- 전반적으로 애니메이션은 원작의 내용을 반영한 에피소드와, 애니메이션 오리지널 에피소드가 병행되고 있다. 그리고 원작의 내용을 반영한 에피소드라고 하더라도 완전히 같지는 않고, 설정을 새롭게 추가한 경우가 대부분이다. 예를 들어 원작 2권의 맨 마지막 부분과 애니메이션의 30화는 키라리가 한 고등학교 축제에 가게 된다는 설정은 동일하지만, 원작에서는 즉흥적으로 붕어빵 냄새에 솔깃하여 붕어빵 많이 먹기에 참가하게 되는 반면 애니메이션에서는 파파라치들이 키라리의 망가진 모습을 취재하기 위해 기획한 크레이프 많이 먹기 대회에 일부러 참여하게 된다. 여기서, 히가시야마 카오루코(나혜리)의 음모에 의해 파파라치들이 동원되지만 원작에는 그런 설정이 없다는 점 또한 다르다.
- 최근 애니메이션에서는 미츠키 히카루(은찬)가 키라리와 함께 '키라피카(캣츠아이)'라는 그룹을 결성하여 활동한 바 있는데, 이것은 애당초 '평범했던 한 소녀가 아이돌 생활을 하면서 벌어지는 에피소드'라는 원작자의 의도와는 거리가 있다. 그렇기 때문에 최근의 애니메이션은 원작의 내용을 예전에 비해 많이 반영하지 못하고 있고 애니메이션 오리지널 형태로 진행되고 있다.

## 그 외
- 남코 발매의 음악게임 태고의 달인 시리즈 《태고의 달인 11》에 키라링☆레볼루션의 주제곡 〈チャンス！〉가, 《태고의 달인 12》와 《태고의 달인 12 증량판》에서는 〈アナタボシ〉가 수록되어 있다. 하지만, 〈バラライカ〉는 창작판에만 나온다.(니코니코 동화에서 확인)